# Île des Sœurs
Île des Sœurs – wyspa rzeczna na południowym zachodzie kanadyjskiej prowincji Quebec. Leży na Rzece Świętego Wawrzyńca, na wschód od wyspy Île de Montréal, w archipelagu Archipel d’Hochelaga. Administracyjnie stanowi część miasta Montreal, a dokładniej jego dzielnicy Verdun.
Pierwotnie wyspa znana była pod nazwą Île Saint-Paul, którą nadano na cześć założyciela miasta, Paula Chomedey de Maissonneuve. Dzisiejsza nazwa pojawiła się w użyciu już w XIX wieku i szybko zaczęła zdobywać popularność. Pochodziła ona od sióstr zakonnych (fr. sœur – siostra), które zakupiły ziemie na wyspie w 1706 i posiadały je przez kolejnych ponad 200 lat. Od 1956 roku, kiedy gmina L'Île-Saint-Paul (zajmująca obszar wyspy Île des Sœurs) stała się częścią miasta Verdun (później Montrealu), nazwa Île des Sœurs stała się jedyną pozostającą w użyciu.